# دانیل گرین
دانیل گرین (انگلیسی: Daniel Greene؛ زادهٔ ۱۹۶۰ میلادی) بازیگر اهل ایالات متحده آمریکا است.
از فیلم‌ها یا سریال‌های تلویزیونی که وی در آن نقش داشته‌است، می‌توان به آلیس، وابسته به تو، مهاجم، دودمان، سردسته، من، خودم و آیرین، مجوز موقت، هال ظاهربین، تب هیجانی شدید، احمق و احمق‌تر ۲، حریف، کاساندرا پیترسون، مری یه جوریه، انتقامجویی از آینده و کتاب سبز اشاره کرد.